# Fiesse
Fiesse (lombardul: Fiès) település Olaszországban, Lombardia régióban, Brescia megyében. Lakosainak száma 1999 fő (2023. január 1.). Fiesse Casalromano, Remedello, Asola, Gambara és Volongo községekkel határos.

## Népesség
A település lakossága az elmúlt években az alábbi módon változott:
| Lakosok száma | 2047 | 2041 | 1999 |
|               | 2017 | 2018 | 2023 |